# Cosa hai messo nel caffè? (Malika Ayane)
Cosa hai messo nel caffè? è un singolo della cantante italo-marocchina Malika Ayane pubblicato il 24 maggio 2013 ed estratto come quinto dal terzo album Ricreazione Sanremo edition.

## Descrizione
Il 15 febbraio 2013 Malika Ayane interpreta una cover del brano Cosa hai messo nel caffè? durante la serata Sanremo Story del Festival di Sanremo 2013.

## Video musicale
Per il singolo è stato realizzato un videoclip diretto dal marito della cantante Federico Brugia, girato tra Milano e Parma. Alcune scene sono state effettuate al Teatro Regio di Parma. Il videoclip racconta la bizzarra storia d'amore tra la cantante e un uomo vestito da coniglio, come una moderna rilettura di Alice nel Paese delle Meraviglie. Nel corso del video fanno delle brevi apparizioni i rugbisti Mauro Bergamasco e Denis Dallan.

## Tracce

### Download digitale
1. Cosa hai messo nel caffè? – 3:52

## Classifiche
| Classifica (2013) | Posizione massima |
| ----------------- | ----------------- |
| Italia            | 39                |